# Liste des lacs de Lituanie

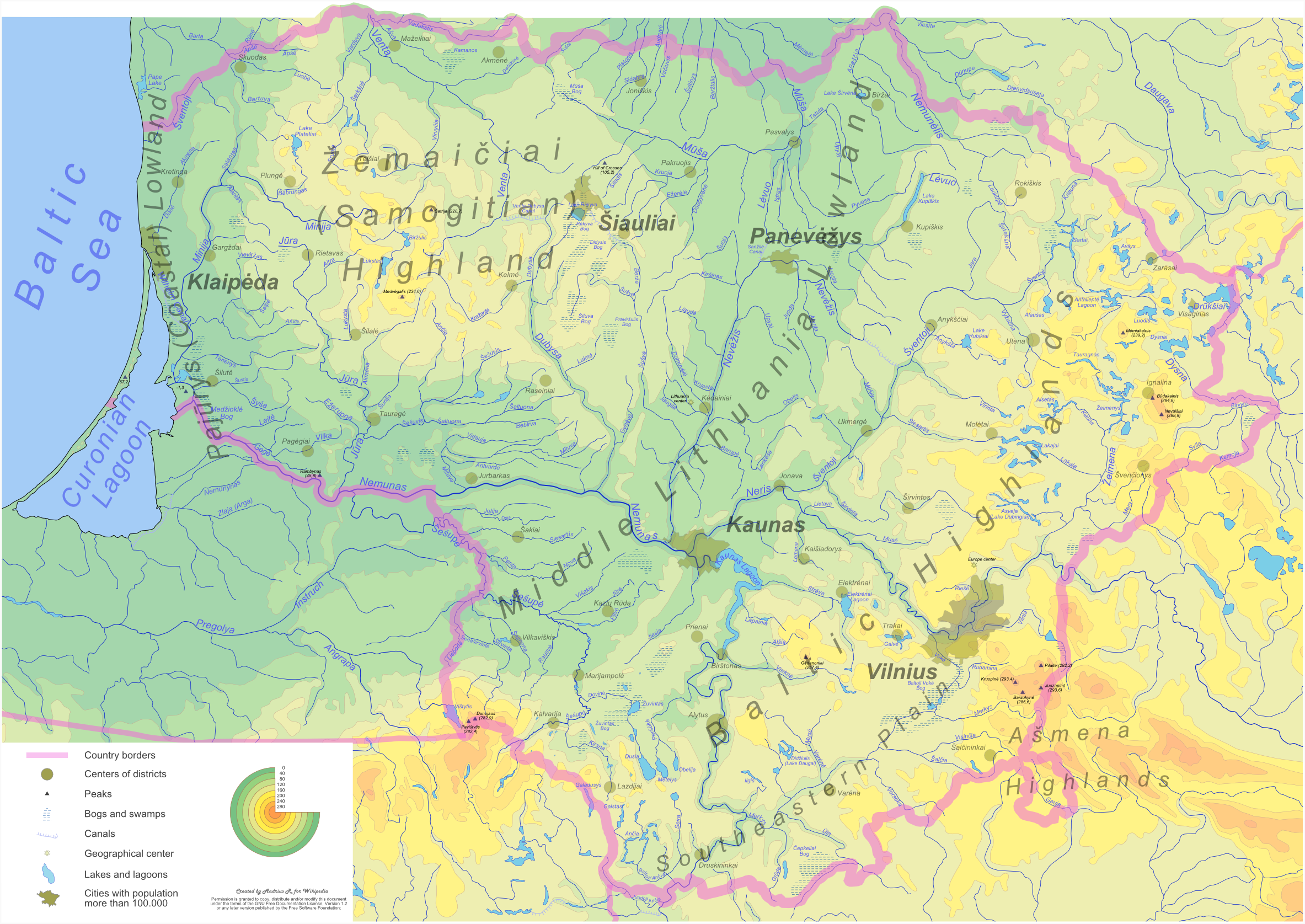
Carte de la Lituanie montrant la multiplicité des lacs.

Il y a environ 6 000 lacs en Lituanie, qui couvrent 950 km2 soit 1,5 % du territoire Lituanien. Les lacs ne sont pas répartis uniformément sur le territoire, la plupart sont situés dans les Highlands Baltiques, qui commencent près de la frontière avec la Pologne au Sud-Est et s'étendent au Nord le long de la frontière avec la Biélorussie et la Lettonie.

## Présentation
Environ 1 200 lacs sont alimentés par les eaux souterraines et ne reçoivent ou ne distribuent aucune eau en surface. Cependant, la plupart des autres lacs sont reliés entre eux par des passages complexes et des ruisseaux. Ces systèmes lacustres sont les principales attractions touristiques dans le Parc national d'Aukštaitija et sont populaires auprès des kayakistes. Les lacs présents dans, et à proximité, de la municipalité du district de Molėtai sont des destinations prisées par de nombreux habitants de Vilnius, qui y ont construit leur résidence secondaire.

## Origine des lacs
La grande majorité des lacs de Lituanie se sont formés après le retrait du glacier Wisconsinien. À ce jour la datation la plus ancienne est de 13 000 ans. Les différents types de lacs glaciaires sont :
- Les lacs morainiques (en lituanien : užtvenktiniai ežerai), formés lorsque les moraines bloquaient le drainage des eaux de fontes du glacier. Les lacs Dysnai, Plateliai et le lac Vištytis font partie de cette catégorie de lacs,
- Les Kettles (en lituanien : guoliniai ou termokarstiniai ežerai), formés par le détachement d'un gros bloc de glace issu d'un glacier en recul. Ce bloc de glace est ensuite enseveli par des sédiments. Plus ou moins rapidement la glace ensevelie fond, et laisse place à une dépression qui se remplit d'eau. Ces lacs sont généralement petits, circulaires et peu profonds. En raison de leur petite taille la plupart de ces lacs n'ont pas de nom. Le plus connu dans cette catégorie est le lac Druskonis.
- (Lituanien: Ledo guolio ežerai), formés de manière similaire aux Kettles mais sont beaucoup plus grands. Le bloc de glace n'a pas été enseveli sous les sédiments. Ils sont souvent de formes irrégulières, de même que leurs fonds. Les lacs Dusia, Metelys, Obelija et Kretuonas en font partie.
- (Lituanien: Dubakloniai, latakiniai ou rininiai ežerai), formés lorsque l'eau de fonte dévale les vallées étroites et escarpées. Les lacs tels que Asveja, Tauragnas, Sartai et Aisetas se sont formés une fois leurs vallées remplies d'eau.
- Les lacs résiduels (en lituanien : liekaniniai ežerai) sont les restes de grands lacs qui se sont formés à proximité de la fonte de la calotte glaciaire. Ces lacs sont de grandes tailles, peu profond et entourés de zones humides et de tourbières. Les lacs Rėkyva, Žuvintas et Amalvas en sont des exemples.
- D'autres lacs sont d'origines mixtes, créés lorsqu'un barrage est construit et qu'il inonde un ou plusieurs lacs d'origine glaciaire. Les lacs Drūkšiai, Didžiulis ou Daugai et Galvė en sont issus.

Les lacs qui ne sont pas d'origine glaciaire :
- Les bras-morts (en lituanien : senvaginiai, salpiniai ou upiniai ežerai) sont abondants, il y en a plus de 1 300. Les plus grands sont situés dans le delta Niémen.
- Les dolines (en lituanien : karstiniai ežerai) sont répandues dans la municipalité du district de Biržai. Il y a environ 300 de ces lacs, bien que leur surface ne couvre que 10 ha. Il a été suggéré que la plupart d'entre eux sont interconnectés.[réf. nécessaire]
- Les lacs souterrains (en lituanien : požeminiai ežerai), ils sont aussi présents dans la municipalité du district de Biržai. Le plus grand se situe dans la grotte de la vache (Karvės ola), la température de l'eau est constante à +4,5 °C.
- Un lac marin (lagūniniai or jūriniai ežerai), appelé Krokų Lanka, s'est formé lorsque divers dépôts argileux du fleuve Niémen ont séparé une partie de la lagune de Courlande. C'est le seul lac de ce type en Lituanie.

## Lacs naturels
Les plus grands lacs de Lituanie sont:
| #  | Nom du lac    | Superficie (km²) | Profondeur (m) |
| -- | ------------- | ---------------- | -------------- |
| 1  | Lac Drūkšiai  | 44,8             | 33,3           |
| 2  | Lac Dysnai    | 24,39            | 6,0            |
| 3  | Lac Dusia     | 23,34            | 31,7           |
| 4  | Lac Vištytis  | 17,9             | 52             |
| 5  | Lac Sartai    | 13,31            | 20,9           |
| 6  | Lac Luodis    | 13,02            | 18,4           |
| 7  | Lac Metelys   | 12,86            | 15,0           |
| 8  | Lac Avilys    | 12,58            | 13,5           |
| 9  | Lac Plateliai | 12,04            | 46,0           |
| 10 | Lac Rėkyva    | 11,84            | 4,5            |

## Réservoirs
| #  | Nom                        | Superficie (km²) | Rivière  | Année |
| -- | -------------------------- | ---------------- | -------- | ----- |
| 1  | Réservoir de Kaunas        | 63.50            | Niémen   | 1959  |
| 2  | Réservoir de Antalieptė    | 15.72            | Šventoji | 1959  |
| 3  | Réservoir de Elektrėnai    | 12.64            | Strėva   | 1961  |
| 4  | Réservoir de Kupiškis      | 8.28             | Lėvuo    | 1984  |
| 5  | Réservoir de Kapčiamiestis | 7.17             | Šventoji | 1957  |
| 6  | Réservoir de Bubiai        | 4.18             | Dubysa   | 1978  |
| 7  | Lac Širvėna                | 3.35             | Apaščia  | 1580  |
| 8  | Réservoir de Kruonis       | 3.06             |          | 1992  |
| 9  | Aukštadvaris Reservoir     | 2.93             | Verknė   | 1960  |
| 10 | Balskai Reservoir          | 2.8              | Jūra     | 1963  |